# Aituaria nataliae
Aituaria nataliae is een spinnensoort in de taxonomische indeling van de holenspinnen (Nesticidae).
Het dier behoort tot het geslacht Aituaria. De wetenschappelijke naam van de soort werd voor het eerst geldig gepubliceerd in 1998 door Esyunin & Efimik.